# Bulgarian Rhapsody
Bulgarian Rhapsody (en búlgaro, Българска рапсодия) es una película dramática búlgara de 2014 dirigida por Ivan Nitchev.  Fue seleccionada como la entrada búlgara a la Mejor Película Internacional en la 87.ª Premios de la Academia, pero no fue nominada. Hubo cierta controversia en la selección debido a la participación de Nitchev con el Consejo Nacional de Cine de Bulgaria.
La película es parte de una trilogía histórica sobre el judaísmo búlgaro, que consta de las películas: Después del fin del mundo (1999) y El viaje a Jerusalén (2003).

## Reparto
- Stefan Popov como Giogio
- Kristiyan Makarov como Moni
- Anjela Nedyalkova como Shelli
- Moni Moshonov como Moiz
- Stoyan Aleksiev como Abraham
- Alex Ansky como Albert
- Tatyana Lolova como Fortune
- Dimitar Ratchkov como Ivan Georgiev